# 兰开夏大学
蘭開夏大學（英語：University of Lancashire）是一所位於英國蘭開夏普雷斯頓的公立大學。大學前身為於1828年成立的知識傳播學院（The Institution for the Diffusion of Useful Knowledge），其後歷經數次改組，分別成為哈里斯藝術學院、普雷斯頓理工學院以及蘭開夏理工學院。1992年，英國樞密院通過向其授予大學地位，改校名為蘭開夏中央大學。2024年12月，獲准更改為現名。

## 歷史

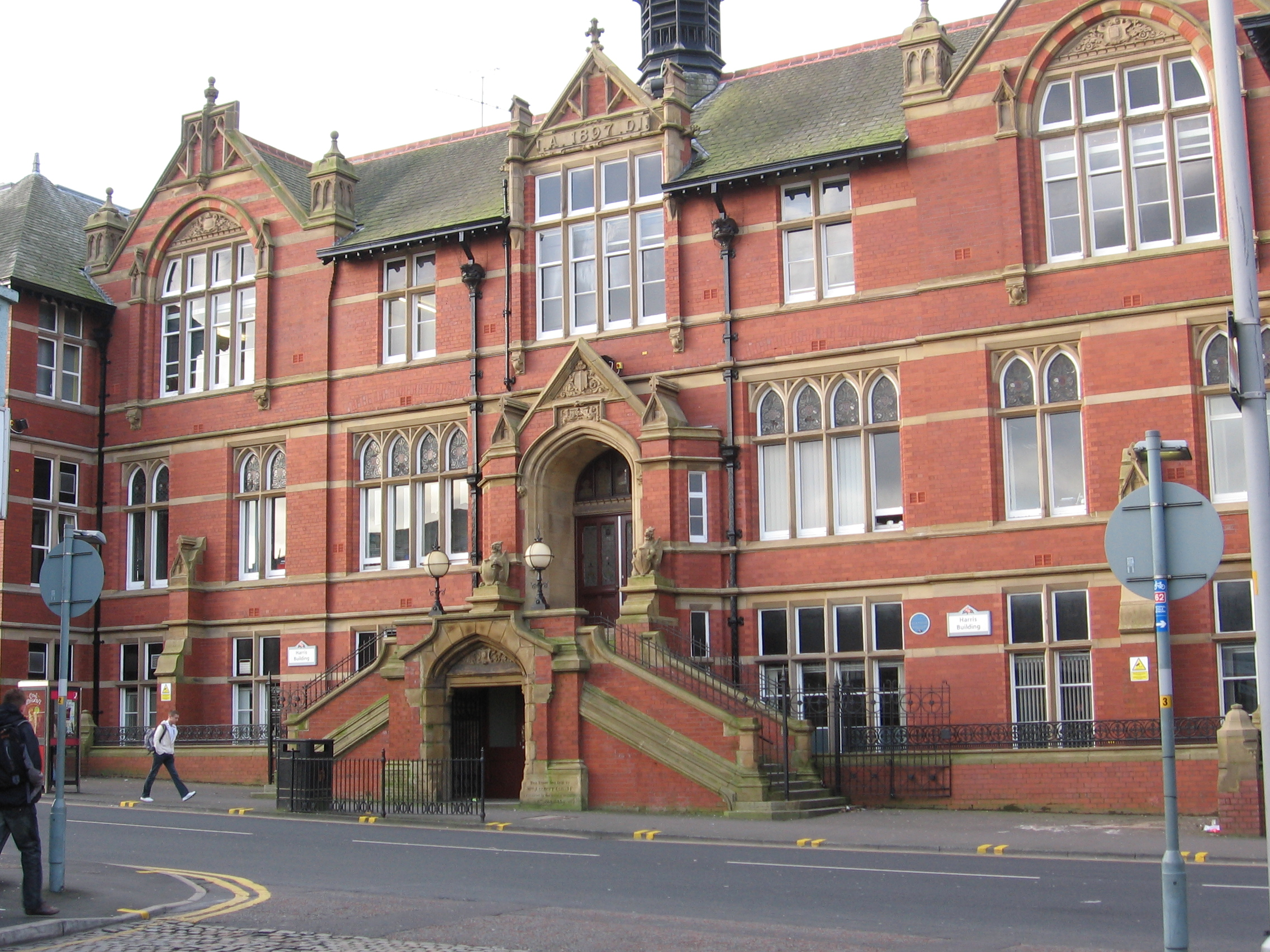
1897年建造的哈里斯大樓

1828年，Joseph Livesey的戒酒協會成立了知識傳播學院。 該協會由七位承諾永不再喝酒的普雷斯頓工人創立
。該學院位於普雷斯頓Cannon街的一座古典復興式建築內，後來在一位當地律師Edmund Robert Harris的捐贈下進行了擴展。 擴建工程帶來了幾座新建築，而附近攝政街的幾棟房屋被購買並拆除，使學院成為了一個地區性的藝術科學中心。
1897年，維多利亞女王舉辦鑽禧慶典，學院委託建築師Henry Cheers設計「維多利亞鑽禧技術學校」（Victoria Jubilee Technical School）校園，其宗旨是為當地青少年在各領域提供技術教育。
維多利亞鑽禧技術學校在1932年時更名成為哈里斯藝術學院（Harris Art College）。學員經過進一步的擴建，於1952年成為哈里斯學院（Harris College）及於1973年成為普雷斯頓理工學院（Preston Polytechnic），然後1984年成為蘭開夏理工學院（Lancashire Polytechnic）。1992年，學院獲得大學地位，中央蘭開夏大學正式成立。大學的第一任校監是Francis Kennedy爵士。
大學的新聞、媒體與傳訊學院（前身為新聞系）是英國現存最早開辦新聞課程的學院，於1962年作為哈里斯學院的一部分成立。1991年，它成為首批開設新聞學本科學位的學系之一，並強調實務工作。

## 校園設施
中央蘭開夏大學主校園位於普雷斯頓市區。大學在般尼和坎布里亞郡設有校區。2012年10月，中央蘭開夏大學塞浦路斯校區成立，開始於塞浦路斯提供英國大學教育。

## 組織架構

### 院系設置
中央蘭開夏大學設有10個學院，分別為:
- 藝術及媒體學院（School of Art and Media）
- 商學院（School of Business）
- 工程及計算機學院（School of Engineering and Computing）
- 健康、社會工作及體育學院（School of Health, Social Work and Sport）
- 法律及警務學院（School of Law and Policing）
- 醫學及牙科學院（School of Medicine and Dentistry）
- 護理及助產學院（School of Nursing and Midwifery）
- 藥劑及生物醫學科學學院（School of Pharmacy and Biomedical Sciences）
- 心理及人文學院（School of Psychology and Humanities）
- 獸醫學院（School of Veterinary Medicine）

## 學術聲譽
該大學在英國國內的排名處於中游，國際排名在800位以內。